# Eurotettix minor
Eurotettix minor is een rechtvleugelig insect uit de familie veldsprinkhanen (Acrididae). De wetenschappelijke naam van deze soort werd voor het eerst geldig gepubliceerd in 1906 door Lawrence Bruner.